# TV 글로부의 텔레노벨라 목록

TV 글로보의 로고.

이것은 브라질의 방송사 TV 글로부(TV Globo)에서 제작한 텔레노벨라 목록이다.

## 1960년대

### 1965년
- 일루쟈웅스 페르지다스
- 로시냐 두 소브라두
- 마리나
- 파이샤웅 지 오우토누
- 아 모레니냐
- 우 에브리우
- 웅 호스트루 지 뮐례르
- 파드레 치아웅

### 1966년
- 에우 콤프로 에스타
- 오 셰이크 지 아가디르
- 오 헤이 두스 시가누스

### 1967년
- 아 레이냐 로우카
- 아 솜브라 지 레베카
- 아나스타샤, 아 뮐례르 셍 데치누
- 상기 이 아레이아
- 오 호멩 프로이비두

### 1968년
- 오 산투 메스티수
- 아 그란지 멘치라
- 파수 두스 벤투스
- 아 가타 지 비손

### 1969년
- 아 울치마 바우사
- 호사 히베우지
- 아 폰치 두스 수스피루스
- 아 카바나 두 파이 토마스
- 베우 지 노비아
- 베랑 베르멜류

## 1970년대

### 1970년
- 피그말리아웅 70
- 이르마웅스 코하젱
- 아심 나 테라 코무 누 스
- 아 프록시마 아트라싸웅

### 1971년
- 오 카포나
- 미냐 도시 나모라다
- 오 오멩 키 데비 모레르
- 메우 페다시뉴 지 샤우

### 1972년
- 오 프리메이루 아모르
- 세우바 지 페드라
- 비슈 두 마투
- 오 보피
- 우마 호사 콤 아모르
- 아 파토타

### 1973년
- 카발루 지 아수
- 오 벵-아마두
- 카리뇨수
- 오 세미데우스
- 오스 오수스 두 바랑

### 1974년
- 수페르마노엘라
- 우 에스피가웅
- 포구 소브리 테라
- 코리다 두 오우루
- 오 헤부

### 1975년
- 에스칼라다
- 쿠카 리가우
- 가브리엘라
- 헬레나
- 오 노비수
- 브라보!
- 세뇨라
- 페카두 카피타우
- 아 모레니냐
- 오 그리투

### 1976년
- 안주 마우
- 베주 아 루아 누 세우
- 사라만다이아
- 오 카자라웅
- 오 페이쟈웅 이 우 소뉴
- 에스투피도 쿠피도
- 에스끄라바 이자우라
- 두아스 비다스

### 1977년
- 아 솜브라 두스 라랑자이스
- 로코모치바스
- 도나 셰파
- 에스펠류 마지쿠
- 니나
- 셈 렌수, 셈 도쿠멘투
- 시냐지냐 플로
- 우 아스트루

### 1978년
- 오 풀루 두 가투
- 마리아, 마리아
- 테 콘테이?
- 댄싱 데이즈
- 지나
- 시나우 지 알레타
- 페카두 하스가두
- 아 숙세소하

### 1979년
- 파이 에로이
- 메모리아스 지 아모르
- 페이쟈웅 마라빌랴
- 카보클라
- 마론 글라세
- 오스 기간치스

## 1980년대

### 1980년
- 올랴이 오스 리리우스 두 캄푸
- 아구아 비바
- 셰가 마이스
- 마리나
- 코라싸웅 알라두
- 플루마스 이 파에테스
- 아스 트레스 마리아스

### 1981년
- 바일라 코미고
- 오 아모르 에 노수
- 시란다 지 페드라
- 브릴랸치
- 조구 다 비다
- 테라스 두 셈-핌

### 1982년
- 세치무 센치두
- 엘라스 포 엘라스
- 오 호멤 프로이비두
- 파라이수
- 소우 지 베라웅
- 피나우 펠리즈

### 1983년
- 팡 팡, 베이주 베이주
- 로쿠 아모르
- 게라 두스 섹수스
- 에우 프로메투
- 볼테이 프라 보세
- 샴파니

### 1984년
- 트랜스사스 이 카레타스
- 아모르 콤 아모르 세 파가
- 파르치두 아우투
- 베레다 트로피칼
- 리브레 파라 보아르
- 코르푸 아 코르푸

### 1985년
- 움 소뉴 아 마이스
- 아 가타 코메우
- 로케 산테이로
- 치 치 치
- 지 키나 프라 루아

### 1986년
- 세우바 지 페드라
- 캄발라슈
- 신냐 모사
- 호다 지 포구
- 이페르텐싸웅

### 1987년
- 디레이츄 지 아마르
- 오 오우트루
- 브레가 이 시키
- 밤볼레
- 만다라
- 사사리칸도

### 1988년
- 페라 하지카우
- 발레 투두
- 베베 아 보르두
- 비다 노바

### 1989년
- 오 살바도르 다 파트리아
- 키 레이 소우 에우?
- 파크투 지 상기
- 치에타
- 탑모델
- 오 섹스 두스 안주스

## 1990년대

### 1990년
- 젠치 피나
- 라이냐 다 수카타
- 미쿠 프레투
- 바리가 지 알루게우
- 아라퐁가
- 메우 벰, 메우 말
- 루아 셰이아 지 아모르

### 1991년
- 오 도누 도 문두
- 살로메
- 뱀프
- 펠리시다지

### 1992년
- 페드라 소브레 페드라
- 페리고사스 페루아스
- 데스페지다 지 소우테이루
- 지 코르푸 지 아우마
- 데우스 노스 아쿠다

### 1993년
- 물례레스 지 아레이아
- 헤나세르
- 오 마파 다 미나
- 올류 노 올류
- 소뉴 메우
- 페라 페리다

### 1994년
- 아 비아젬
- 트로피칼리엔테
- 파트리아 미냐
- 콰트로 포 콰트로

### 1995년
- 이르마웅스 코하젱
- 아 프록시마 비치마
- 이스토리아 지 아모르
- 카라 이 코로아
- 엑스플로지 코라싸웅

### 1996년
- 켐 에 보세?
- 비라 라타
- 오 핌 두 문두
- 오 헤이 두 가두
- 안주 지 밈
- 사우사 이 메렝게

### 1997년
- 아 인도마다
- 오 아모르 에스타 노 아르
- 자자
- 안주 마우
- 포르 아모르

### 1998년
- 코르푸 도우라두
- 에라 우마 베즈
- 토레 데 바벨
- 메우 벰 케레르
- 페카두 카피타우

### 1999년
- 수아베 베네노
- 안단두 나스 누벤스
- 포르사 지 움 데세주
- 테라 노스트라
- 빌라 마달레나

## 2000년대

### 2000년
- 에스플렌도르
- 우가-우가
- 라수스 지 파밀리아
- 오 크라부 에 아 호사

### 2001년
- 웅 안주 까유 두 세우
- 포르투 도스 밀라그레스
- 에스트렐라-기아
- 아 파드로에이라
- 아스 필랴스 다 망이
- 오 클로니

### 2002년
- 데세주스 지 물례르
- 코라싸웅 지 이스투단치
- 에스페란사
- 오 베이주 두 밤피루
- 사보르 다 파이샤웅

### 2003년
- 물례레스 아파이쇼나다스
- 아고라 에 키 싸웅 엘라스
- 쿠바나칸
- 쇼쿨라치 콩 피멘타
- 셀레브리다지

### 2004년
- 다 코르 두 페카두
- 카보클라
- 쎄뇨라 두 데스치누
- 코메사르 지 노부
- 코무 우마 온다

### 2005년
- 아메리카
- 아 루아 메 디세
- 알마 제미아
- 방방
- 벨리시마

### 2006년
- 신냐 모사
- 코브라 이 라그라투스
- 파지나스 다 비다
- 오 프로페타
- 페 나 자카

### 2007년
- 파라이소 트로피칼
- 에테르나 마지아
- 세치 페카두스
- 두아스 카라스
- 데세주 프로이비두

### 2008년
- 벨레자 푸라
- 시란다 지 페드라
- 아 파보리타
- 트레스 이르마웅스
- 네고시우 다 시나

### 2009년
- 카미뉴스 다스 인지아스
- 파라이수
- 카라스 이 보카스
- 비베르 아 비다
- 카마 지 가투

## 2010년대

### 2010년
- 템푸스 모데르누스
- 이스크리투 나스 에스트렐라스
- 파시오네
- 치 치 치
- 아라과이아

### 2011년
- 인센사투 코라싸웅
- 모르지 이 아소프라
- 코르데우 엔킨타두
- 오 아스트루
- 피나 에스탐파
- 진실한 사랑
- 아켈리 베이주

### 2012년
- 아모르 에테르누 아모르
- 아베니다 브라지우
- 내일은 스타
- 가브리엘라
- 라두 아 라두
- 게라 두스 섹수스
- 사우비 조르지

### 2013년
- 플로르 두 카리비
- 상기 봄
- 아모르 아 비다
- 사라만다이아
- 조이아 하라
- 알렘 두 오리존치

### 2014년
- 엠 파밀리아
- 메우 페다시뉴 지 샤우
- 제라싸웅 브라지우
- 오 헤부
- 임페리오
- 부기 우기
- 알토 아스트랄

### 2015년
- 세치 비다스
- 바빌로니아
- 아이 러브 파라이소폴리스
- 베르다지스 세크레타스
- 알렘 두 템푸
- 아 헤그라 두 조구
- 토타우멘치 지마이스

### 2016년
- 에타 문도 봄!
- 벨류 시쿠
- 리베르다지, 리베르다지
- 아 자코라싸웅
- 소우 나센치
- 아 레이 두 아모르
- 록 스토리

### 2017년
- 노부 문두
- 아 포르사 두 케레르
- 오스 지아스 에람 아심
- 페가 페가
- 템푸 지 아마르
- 오 오트루 라두 두 파라이수

### 2018년
- 데우스 사우비 오 헤이
- 오르굴류 이 파이샤웅
- 온지 나셈 오스 포르치스
- 세군두 소우
- 오 텡푸 나웅 파라
- 이스펠류 다 비다
- 오 세치무 과르지아웅

### 2019년
- 베랑 90
- 오르팡스 다 테라
- 아 도나 두 페다수
- 봉 수세수
- 에라무스 세이스
- 아모르 지 망이

## 2020년대

### 2020년
- 사우비-시 켕 푸데르

### 2021년
- 누스 템푸스 두 임페라도르
- 웅 루가르 아우 소우
- 콴투 마이스 비다, 멜료르!

### 2022년
- 알렘 다 일루자웅
- 판타나우
- 카라 이 코라젬
- 마르 두 세르타웅
- 트라베시아

### 2023년
- 바이 나 페
- 아모르 페르페이토
- 테라 이 파이샤웅
- 엘라스 포르 엘라스

### 2024년
- 헤나세르

- 파밀리아 에 투두

- 노 란추 푼두
- 마니아 데 보세
- 볼타 포르 시마
- 순간의 소녀

## 같이 보기
- TV 글로부